# Lerdo
Lerdo là một đô thị thuộc bang Durango, México. Năm 2005, dân số của đô thị này là 129191 người.